# Nationaal park West Lunga
Het nationaal park West Lunga is een nationaal park in het dichtbegroeide bos in de North-Western Province van Zambia. Het ligt tussen de rivieren West Lunga en Kabompo, ongeveer 10 km ten noorden van de gravelweg (M8) tussen Solwezi en Kabompo. Het park is ongeveer 1.700 km² groot.
Het nationale park is het enige in Zambia dat bedekt is met bos, ingedeeld in de kleine ecoregio altijdgroene droge bossen van de Zambezi, die alleen bestaat in een paar stukken in het zuidwesten van de provincie die zich een beetje uitstrekken over de grens met Angola. Cryptosepalumbomen (lokaal “mukwe” genoemd) zijn groenblijvend en groeien dicht met een gesloten bladerdak. De ecoregio vormt het grootste groenblijvende bos in Afrika buiten de equatoriale zone. Hoewel de regenval in het gebied vrij hoog is (meer dan 1.000 mm per jaar) zijn de bodems zanderig en goed gedraineerd, dus behalve de rivieren is er een gebrek aan oppervlaktewater. Er zijn ook enkele stukken Miombobos en grasland in het park.
Het park heeft geen beheer, faciliteiten en wegen. Er is geen accommodatie en er zijn geen steden in de buurt, bezoekers moeten volledig zelfvoorzienend zijn. Het is te bereiken via een onverharde weg vanaf de hoofdweg naar de parkpoort en basis in Jivundu in het zuidwesten. Het gebrek aan water en de dikte van het bos hebben de menselijke bevolking in de regio laag gehouden, en ondanks wat stroperij en het ontbreken van bescherming, wordt aangenomen dat het bos nog steeds redelijk rijk is aan wilde dieren. Er leven kleinere boszoogdieren zoals de geelrugduiker en boszwijn en recente rapporten maken ook melding van puku's, nijlpaarden, nijlkrokodillen, vervetten en gele bavianen. De jachtopzieners zeggen dat er Kaapse buffels, roanantilopen, sabelantilopen, Lichtensteins hartenbeesten sitatoenga's, impala's, elandantilopen en savanneolifanten leven.

## Important Bird Area
Het park is aangewezen als Important Bird Area door BirdLife International vanwege het belang voor significante populaties van koperstaartspoorkoekoek, lelkraanvogel, poelsnip, diksnaveltok, Böhms bijeneter, vlagstaartscharrelaar, witborstketellapper, Miombabaardvogel, witgezichtbaardvogel, Dickinsons torenvalk, Boultons vliegenvanger, Souza's klauwier, miombomees, roestbuikmees, roodkapkrombek, kleine savannezanger, moerasgraszanger, taboragraszanger, zuidelijke witstuitbabbelaar, pijlstaartglansspreeuw, kurrichanelijster, baardwaaierstaart, miomborotslijster, Arnots miertapuit, westelijke miombohoningzuiger, miombowever, bruine amarant, breedstaartparadijswida en Fülleborns langklauw. Andere vogelsoorten in het gebied zijn onder andere Sharpes reiger, roodkopkroonparelhoen, bruine langstaartkoekoek, bronsnekduif, kleinste honingspeurder, purperrupsvogel en bonte bosklauwier.